# 非弁活動
非弁活動（ひべんかつどう）とは、法律で許されている場合を除いて、弁護士法に基づいた弁護士の資格を持たずに報酬を得る目的で弁護士法72条の行為（弁護士業務）を反復継続の意思をもって行うこと。非弁行為ともいう。

## 沿革
「法律事務ノ取扱ノ取締ニ関スル法律」（昭和8年法律第54号）において、「弁護士ニ非ザル者ハ報酬ヲ得ル目的ヲ以テ他人間ノ訴訟事件ニ関シ又ハ他人間ノ非訟事件ノ紛議ニ関シ鑑定、代理、仲裁若ハ和解ヲ為シ又ハ此等ノ周旋ヲ為スヲ業トスルコトヲ得ズ但シ正当ノ業務ニ附随シテ為ス場合ハ此ノ限ニ非ズ」（同法1条）との禁止が設けられ、同法4条に罰則が定められたことに由来する。戦後、弁護士法の制定に際してその72条に組み入れられるとともに「その他一般の法律事件」とする包括文言が導入され、昭和26年に正当業務に関する但し書きを削除し、昭和37年、平成15年に一部の改正を経て現在の文言に至っている。

## 概要

### 本条の趣旨
弁護士以外の者がなす法律事務の実施は､類型的にトラブル発生の危険性が高い。
そこで､法は､弁護士の有する専門的知識と､弁護士以外の第三者による公正・慎重な懲戒制度を有する弁護士資格制度に対する信用を前提に､非弁活動を一律に規制した。

### 違反の効果
違反すると「2年以下の懲役又は300万円以下の罰金」（同法77条）に処せられる。また、弁護士法第72条の規定に反する委任契約は無効とされる結果、非弁行為によって支払われた報酬は返還請求の対象となる。なお、非弁行為によって行われた行為の効果については事案毎に有効とされているものと、無効とされているものとがある。

### 要件についての概説

#### 要件相互の関係～「一罪説」
要件解釈に際し、「報酬を得る目的」と「業とする」がどの範囲にかかるかについてはかつては見解が分かれていた。すなわち、「報酬を得る目的」が「法律事務」の「取り扱い」にのみかかり、「周旋」にはかからないとする見解、「業として」のかかる範囲に同様の主張をする見解などが存在した。
しかし最高裁大法廷判決昭和46年7月14日刑集25巻5号690頁が、「弁護士法72条本文は，弁護士でない者が，報酬を得る目的で、業として、同条本文所定の法律事務を取り扱いまたはこれらの周旋をすることを禁止する規定である」と判示し、いわゆる一罪説を採ることが明らかにされた。これ以後、実務的には本条の禁止にあたる要件として「報酬を得る目的」のあること、「業」として行うことの双方が必要であることとなり、議論の中心はこれら各要件の意義および本条所定の「法律事件」の意義に移った。

#### 「報酬を得る目的」の意義
「報酬」とは、金銭に限られず、物でもサービスでもよい（サービスにつき大判S15.4．22）。当該法律事務が将来の顧客創出につながる宣伝効果を伴い、行為者がこの効果を認識している場合においても本目的が認められるとの説がある。報酬支払いが事前・途中・事後のいずれの場合であるかを問わない。支払についての明示あるいは黙示の契約は不要であり、謝礼の趣旨で支払われることを行為者が予期していれば本目的を充足する。
また、現実に報酬を得たことは本条違反の罪の成立要件ではない（東京高裁昭和50年8月5日判決・東京高等裁判所判決時報刑事26巻8号133頁）。報酬は事件を依頼した者から受領する場合に限定されず、第三者から受領する場合（無料法律相談の場所を提供している者からの報酬提供等）も含まれる。一定の入会金や会費を支払うと法律事務をするというような場合、通常、その入会金や会費は当該法律事務と対価的関連性がある。

#### 「業とする」の意義
「業とする」とは反復継続の意思を持って行うことをいい、一度の行為であっても反復継続意思があればこの要件を充足する。特定の設備を設けることも、営利性も不要である。かつては「周旋することを業とすること」に限って禁止する趣旨であるとの見方もあったが既述の「一罪説」を採用する最高裁判決により否定された。

#### 「法律事件」の意義
本条により、「訴訟事件、非訟事件、行政庁に対する不服申立事件その他一般の法律事件」の取り扱い又は周旋が禁じられている。「訴訟事件」とは、訴訟として裁判所に係属する民事、刑事及び行政の各事件、「非訟事件」とは、裁判所が裁量によって一定の法律関係を形成する裁判をする本質を持つ事件、「行政庁に対する不服申立事件」とは、行政不服審査法上の審査請求、異議申立、再審査請求、その他の行政庁に対する不服申立全般を意味するが、これらは文言上例示であることが明らかであることから、結局のところ「法律事件」の意義が問題とされる。
「法律事件」の意義については、「事件性」が必要であるとする「事件性必要説」とこのような要件の存在を否定する「事件性不要説」の争いがあり、事件性必要説においても事件性の意味内容について争いがあるが詳細は後述する。事件性必要説のある立場からは、「法律事件」を「法律上の権利義務に関し争があり若しくは権利義務に関し疑義があり、又は新たな権利義務関係を発生する案件」（東京高裁昭和39年9月29日判決等）と表現される。
以下に、裁判例等において法律事件に当たると判断された事例を挙げる。
一般の法律事件に該当するとされたもの
- 自賠責保険金の請求・受領（東京高裁昭和39年9月29日判決）ただし、「弁護士法72条所定の法律事務」を「紛争の実体、態様などに照らして一般人がこれに当面しても通常弁護士を依頼して処理することを考えないような簡易で少額な民事の法律事件」を含まないものと解釈して「自賠責法に基づく保険金の請求手続」を一定の要件のもとで除外する札幌地裁昭46年2月23日判決があるが、控訴審（札幌高裁昭和46年11月30日判決・判タ271号115頁）で破棄されている。
- 債権者の委任に基づく請求・弁済受領・債務免除（最高裁一小昭和37年10月4日決定・最高裁判所刑事判例集16巻10号1418頁）
- 自由刑の執行延期申請（大阪高判昭和43年2月19日・高等裁判所刑事判例集２１巻１号８０頁）
- 賃貸借契約を解除し、建物からの退去・明渡しの事務を行うこと（広島高裁平成4年3月6日決定・判例時報1420号80頁）
- 登記・登録の申請、特許等の申請、裁判外紛争解（ADR）機関に対する各種申立（登記手続きについて東京高裁平成7年11月29日判決）

## 問題となるいくつかの場面

### 保険会社社員の示談交渉実施について
自動車事故が発生した場合における自動車保険で被保険者が事故相手から損害賠償請求を受けた際に、被保険者が弁護士ではない損害保険会社社員に相手当事者と示談交渉を委任することについて、非弁活動という観点から違法性が問題視されていた。
これについて、社団法人日本損害保険協会と財団法人日弁連交通事故相談センターとの間に、対人事故については1973年9月に、対物事故については1982年7月にそれぞれ覚書が締結され、被害者の加害者保険契約に対する直接請求権が成立することを条件に、弁護士資格のない保険会社社員による示談代行交渉ができるとの理解が示された。
弁護士法が禁止しているのは他人の法律事務の取り扱いであり、被害者の加害者保険契約に対する直接請求権による請求を受けて保険会社自身が保険金の支払いを行う場合、保険会社は保険契約にもとづき自己の義務としてこれを行うのであるから、その内容について代行交渉を行っても弁護士法の禁止に抵触しないとの整理による。
この観点から、いわゆる10・0事故において、被害者側と契約する保険会社は自己の義務としての支払い義務を負わないために交渉を行わないものとされている。だが、実際には被害者直接請求の成立が定かでない示談代理交渉が一般化しているとの懸念が示されている。

### 企業法務部がグループ会社の法務を取り扱うことについて
企業法務部がグループ会社の法務を取り扱う場合に、この行為が非弁行為にあたるのではないかとの指摘がある。親会社の法務部が子会社の法務をも所管する場合が典型であるが、ホールディングス体制の会社は実業を持つ子会社法務部がホールディングス親会社の法務を担当する場合もある。このような状態について、親子会社関係という利害関係の合同を報酬と見て、報酬を得る目的で別法人という他人の法律事務を扱っており、非弁行為ではないかとの疑義があるところである。
この点について、法務省・法務大臣官房司法法制部は、「あくまで一般論として」との留保付きで適法と考えられる事例を示している。

### リーガルテックと非弁の問題について
事業会社がAIを利用して契約書審査サービスなどを提供することについて、法律鑑定等にあたり非弁ではないかとの疑義があり、法務省が一般論との留保付きで、適法と考えられる条件を示している。

## 事件性についての諸見解

### 事件性不要説
（大審院昭和15年4月6日刑集19巻6号193頁､大阪高判昭和43年2月19日・高等裁判所刑事判例集21巻1号80頁、日本弁護士連合会調査室『条解弁護士法第4版』弘文堂、2007年、615頁。高中正彦『弁護士法概説第２版』三省堂、2003年、347頁など）
（主張内容）
- 弁護士法72条にいう「法律事件」とは、紛争性の有無にかかわらず全ての法律事務をいう。

（理由）
- 「事件性」という不明確な要件を持ち込むことは、処罰範囲を曖昧にするため、罪刑法定主義に反する（浦和地判平成6年5月13日判例時報1501号52頁。三浦透『最高裁判所判例解説刑事篇平成２２年』法曹会、129頁。）。
- 立法の沿革から見て、本条は非弁護士の活動一切を禁止しようとする立法目的に立って「一般の法律事件」という包括的表現を採用しており、「事件性」という要件は不要である（同旨　浦和地判平成6年5月13日判例時報1501号52頁）。
- 本条と3条とは、その表現に若干の相違があるが、3条が弁護士の職務の面から、本条が非弁護士が取り扱ってはいけないものという面から、それぞれ同一のことを規定している（大阪高判昭和43年2月19日・高等裁判所刑事判例集21巻1号80頁）。
- 法律事務は国民の権利義務にかかわるもので、それに業として携わる者には特に高度の法的能力が要求される。
- 弁護士は弁護士法の規制を受け､高度な倫理性が担保されている（三浦透『最高裁判所判例解説刑事篇平成22年』法曹会、130頁。）。

### 事件性必要説（広義説）
（札幌地判昭和45年4月24日「下級審判決例」判例タイムズ251号305頁など）
（主張内容）
- 弁護士法72条にいう「法律事件」とは、72条に列挙された訴訟事件その他の具体的例示に準ずる程度に法律上の権利義務に関して争いや疑義を有するものであることをいう。

（理由）
- 弁護士法72条の「法律事件に関して」と定める文言は、特に事件性を要求する趣旨と解すべきであり、これを無視することは罪刑法定主義に反する。
- およそ現実社会では、権利と義務の対立・調整という法律的な事務は普遍的に存在する。にもかかわらず、紛争性のない法律事務までをも弁護士の独占業務と解するのは、商取引における契約交渉なども弁護士の独占業務と考えることになり妥当でない。
- すべての法律事務が弁護士の独占業務だとすると、同法違反による処罰範囲が広くなりすぎる。
- 不要説の立場に立つと、一定の法律事務に携わることを認められている隣接法律職との関係の説明が困難である。
- 弁護士法制定時の立法者意図には、紛争性のある法律事務が念頭に置かれていた。

### 事件性必要説（狭義説）
（日本司法書士会連合会・日本行政書士会連合会など）
（主張内容）
- 紛争性の有無とは、裁判になっているか否かで判断される。弁護士法72条にいう「法律事件」とは、訴訟などが裁判所等の公的機関に提起された場合の事件をいい、その事件に付随する法律事務も含まれる。それゆえ裁判外で法律事務を扱っても、弁護士法に違反しない。法律事件とは裁判における事件（裁判では損害賠償請求事件、慰謝料請求事件などと事件名をつける）と同義であり、現実に裁判になっていない法律事務を弁護士でない者が行っても弁護士法に違反しない。

（理由）
- 弁護士法72条の目的は、弁護士資格のない者に訴訟や公的機関への審査手続き等を依頼し被害を受けることがないよう国民の保護を目的としたものである。

### 解説と問題点
- 裁判例

- 単なる債権取り立て行為→非弁行為に該当（大津地裁平成21年判決など）
- 自動交通事故における自賠法に基づく保険金支払い請求支払請求、任意保険契約に基づく保険会社との間の損害賠償金の示談交渉、その取りまとめ行為→弁護士法違反（非弁行為）・組織的な犯罪の処罰及び犯罪収益の規制等に関する法律（組織犯罪処罰法）違反（犯罪収益等の仮装）の両容疑で有罪（大阪地裁平成19年9月13日 刑事事件　有罪　懲役1年10月（実刑）及び罰金200万円。なお、同裁判例では『「法律事件」に関して「法律事務」をしたこと』（1重カギ括弧は原文ママ）の定義として、「法律上の効果を発生，変更する事項を処理すること」としている。）
- 不動産の占有者との間で明渡しに関する交渉→非弁行為に該当（東京高裁平成19年4月26日　民事事件　公序良俗違反により報酬約束が無効）
- 非公開株式の売却あっせん、株式売却条件交渉、株主総会への出席→非弁行為に該当（広島地裁平成18年6月1日、民事事件　報酬約束無効。なお、同裁判例では「争いや疑義が生じ得る」事務処理をもって「法律事件」としており、現実に争いが生じている場合のみ成らず争いが生じる可能性がある場合をも「法律事件」に包含させている。）
- 相続人に代わり、相続人間での紛議の解決、土地占有者との賃貸借契約の解消や明渡をめぐる交渉、不動産の処分、相続税及び譲渡所得税その他の税の納税に関する事務等等→非弁行為に該当（東京高裁　平成12年6月8日 民事事件　公序良俗違反により報酬約束無効）

なお、裁判例の理解の仕方として、必要説を採りつつも紛争の熟度について訴訟よりも低い段階（示談交渉、和解交渉、建物明渡し交渉などの時点）で「事件性」が充足したとの見解をとるものとも解釈し得る。
もっとも、このように解した場合には､当事者による交渉ないし提案を相手方が拒否した時点で直ちに紛争が認められることとなるので､結局、「事件」の射程は不要説の場合とほとんど等しくなるが、もともと交渉の相手方は裁判外であれば、当事者や代理人弁護士との交渉に応じる義務は存在しない。交渉を拒否した相手方に対し、なおも執拗に交渉を迫る場合、業務妨害・強要にあたることもある。
いずれにせよ、訴訟と同程度の紛争性でなければ「事件性」がない（必要説中の狭義説）とする裁判例はほぼない。
- 団体および行政庁

日弁連は後者の事件性不要説を基本的に支持している（日弁連調査室）。
もっとも、非弁行為を取り締まる各弁護士会の非弁取締委員会では、刑罰法規適用の謙抑性を考慮し、事案全体の評価の中に事件性の濃淡を考慮要素に加えて非弁行為を調査し措置をとる運用をしていると解されている。
法務省、総務省（それぞれ弁護士法・司法書士法、行政書士法の所管官庁）、検察庁等の実務では事件性を考慮した運用なされていると解される。もっとも、行政実務の実際については、事件性の要件ではなく報酬獲得目的を厳格に解して運用しているとも考えられ、事件性の必要不要についての各省庁の見解は必ずしも明らかではない。
なお、サービサー法の立法趣旨から、法務省は事件性不要説をとっているといると主張する者もいる。通常は事件性がないと考えられている単なる債権回収業務について、当該業務が弁護士法違反であることを前提にした上で、弁護士法の特例として制定されているからである。ただし、一般的には弁護士法第73条（譲り受けた権利の実行を業とすることの禁止）があり、何人も譲受債権の回収を業とすると弁護士法違反となるため、弁護士法の特例として制定されているに過ぎないと考えられている。
様々な事例についての検討
- 交通事故事例

交通事故における被害者の依頼を受け非弁護士が過失割合の認定や賠償額の交渉した場合には、過失割合の認定には専門的な判断を要し弁護士法上の鑑定にあたるため、弁護士法違反となる（不要説）。
もっとも、加害者が事故責任を自認している場合には紛争が成熟しているとはいえず、過失割合の認定は事実認定の問題、賠償額の交渉は単なる金銭交渉であると解する余地がある（必要説）。
なお、必要説を前提としても、加害者が事故責任を否認している事例や賠償交渉において加害者が被害者の交渉提案の内容を拒絶した事例においては、事件性が認められ、非弁行為の対象となる。
- 交渉事務

内容証明郵便の代理作成・発送については、原則として非弁行為の対象となる。
この結論は、不要説を採れば当然であり、必要説を採った場合においても、内容証明郵便を作成する場合には、通常、支払遅延等の紛争があるからである。
なお、相手方が直ちに任意に弁済する意思を表明している場合には、内容証明郵便や口頭で貸金返済請求を行うときは事件性がなく、非弁行為該当性が認められない（必要説を採用した場合）。
もっとも、このような場合には、通常、内容証明郵便が送られることはない。
また、事故責任を自認し損害賠償の意思を加害者が表明していたとしても、損害賠償額についての対立がある場合において、その和解内容について示談交渉を代理するのは非弁行為となる（必要説を採用した場合）。
なお、当事者が示談交渉をするに際し、依頼者の主張を法的に整序する限りで代理作成する行為は意思代理に当たらず非弁行為とはならないとする見解や、発送については、本人の氏名で発送せず、代理人の氏名で発送した場合には非弁活動に該当するという見解もある。
遺産分割協議時においても、特定の相続人がした当初の提案が関係相続人全員に直ちに受け入れられる例外的場合を除き、多くの場合、交渉ないし折衝が必要であり紛争性が認められる（平成5年東京高判）。
従ってたとえ必要説を前提としたとしても、折衝行為が非弁行為となることは勿論、他の相続人に対して分割方法や相続に関する法令や裁判例の説明をする行為であっても、法律相談として非弁行為となる余地がある。
- 弁護士へのアクセスの確保について

非弁行為の跋扈の原因として、弁護士へのアクセスが乏しいことがまま言われる。
もっとも、現在では、弁護士会がその費用の一部を負担し、法テラスや民事法律扶助制度などが整備され､地理的アクセスについても､現在､各都道府県に1カ所以上これら事務所が設置されており､公共交通機関等を利用してのアクセスが容易となっている。